# Rheinmetall MASS

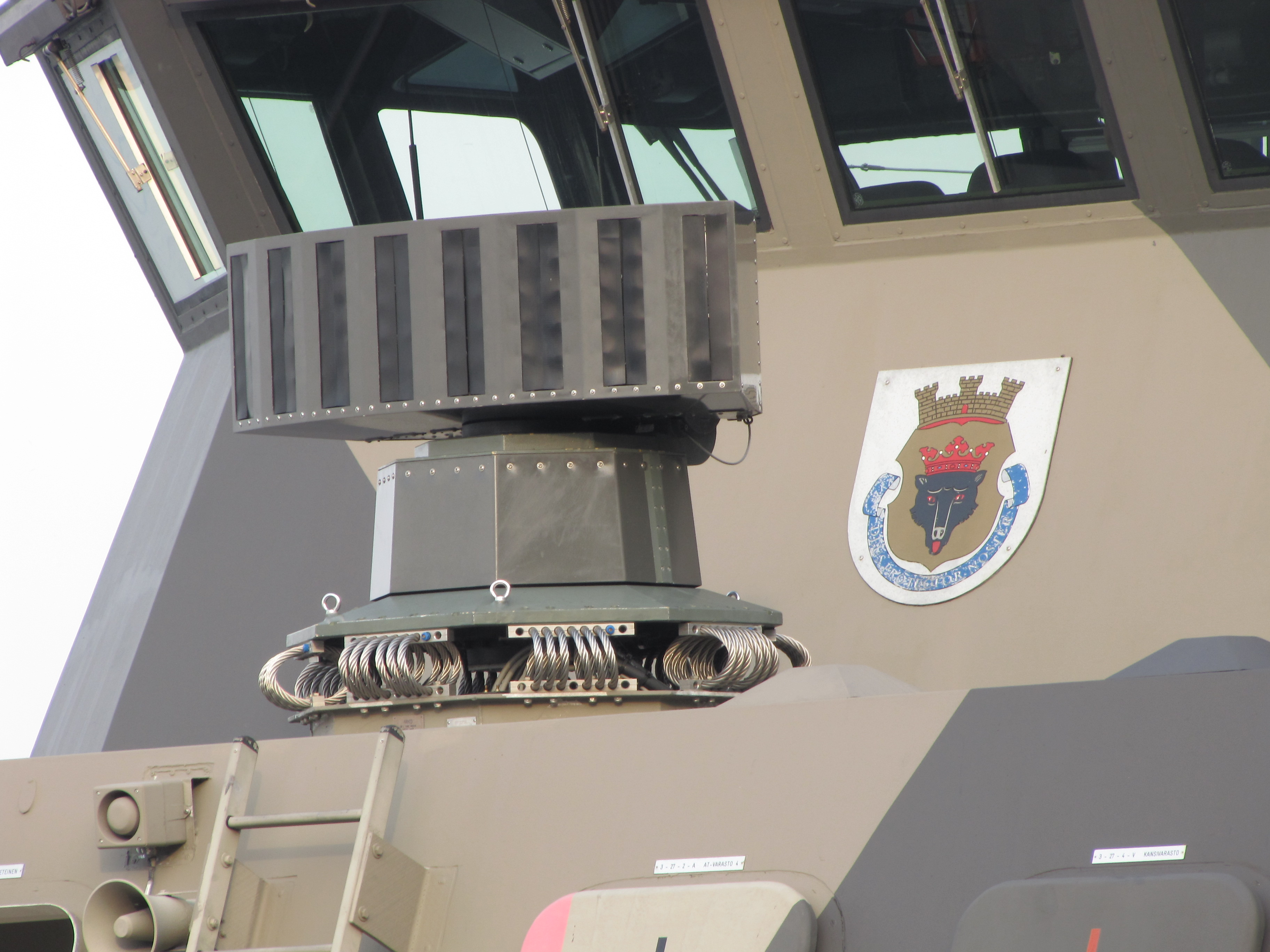
Systém MASS instalovaný na finském raketovém člunu Pori

MASS (Multi Ammunition Softkill System) je modulární námořní obranný systém vyvinutý německým kocernem Rheinmetall. Systém využívá senzorů plavidla, přičemž v případě zaznamenání útoku protilodní střely odpaluje klamného cíle růšící jejich navádění. Roku 2014 lze schopnosti systém rozšířit přidáním modulu pro obranu proti torpédovému útoku.
Sériová výroba systému MASS byla zahájena roku 2002. Do roku 2012 bylo 11 námořnictvům předáno 186 systémů, které byly instalovány na válečné lodě 22 různých tříd. Do roku 2016 se počet uživatelů systému MASS zvýšil na 13 států. Systém je dodáván ve třech hlavních konfiguracích, nesoucích označení MASS, MASS_DUERAS a MASS_ISS. K dubnu 2021 bylo předáno 300 systémů MASS.